# Ⰽ
Cette page contient des caractères spéciaux ou non latins. S’ils s’affichent mal (▯, ?, etc.), consultez la page d’aide Unicode.
Kako (Како en cyrillique ; capitale Ⰽ, minuscule ⰽ) est la 13e lettre de l'alphabet glagolitique.

## Linguistique
La lettre sert à noter le phonème /k/.

## Historique
La lettre provient de la lettre qof (ק) de l'alphabet hébreu.

## Représentation informatique
- Unicode :
  - Capitale Ⰽ : U+2C0D
  - Minuscule ⰽ : U+2C3D